# Karmelitenkloster Lienz
Das Karmelitenkloster Lienz befand sich im Zentrum der Stadt Lienz in Osttirol und ist heute ein  Franziskanerkloster.

## Geschichte
Das Karmelitenkloster in Lienz wurde 1349 durch die Gräfin Euphemie von  Görz und ihre beiden Söhne Albert IV. und Meinhard VII. gegründet. Das Kloster war für zwölf Bewohner ausgelegt, doch stieg die Größe des Konvents bald auf zwanzig Brüder an. Im Jahre 1430 wurde für das Kloster ein Vikariat in Tristach gestiftet, das neben den Zuwendungen von Seiten der Bevölkerung und adeliger Familien den finanziellen Bestand des  Konvents sicherte. Obwohl das Karmelitenkloster in den folgenden Jahrhunderten mehrmals abbrannte, konnte es durch Spenden immer wieder aufgebaut werden. Um 1450 war sogar ein Theologiestudium für den Karmeliterorden im Kloster untergebracht. Anfang des 16. Jahrhunderts führte der Prior P. Lucas Zach eine Reform im Kloster durch, damit die Ordensregel der Karmeliten besser befolgt würde.
Von 1748 bis 1773 übernahmen die Karmeliten auch die Pfarre in Tristach. Ab 1775 waren sie auch als Lehrer an der Normalschule und ab 1777 als Professoren am Lienzer Gymnasium tätig. Dennoch konnte das Karmelitenkloster nicht der Aufhebungswelle unter Kaiser Joseph II. entrinnen. Am 21. März 1785 wurde dem Konvent mitgeteilt, dass sie das Kloster für die Franziskaner (OFM) räumen müssen. Da das Franziskanerkloster in Innsbruck, das als Generalseminar dienen sollte, im selben Jahr aufgehoben wurde, bekamen diese von der Regierung als Ersatz das Lienzer Karmeliterkloster. Das Kloster, die Kirche und alle dazugehörigen Besitzungen fielen dem staatlichen Religionsfonds zu. Der Großteil des Inventars wurde zu Gunsten des Fonds verkauft, unter anderem auch die wertvolle Bibliothek mit 4640 Bänden und 168 Handschriften. Am 16. April 1785 zogen die Franziskaner in das Karmelitenkloster ein. Von den vertriebenen 21 Karmeliten blieben einige noch in der Stadt, neun von ihnen starben auch in Lienz.
Wertvolle Handschriften des aufgehobenen Klosters wurden teilweise in die Bestände Universitätsbibliothek Innsbruck integriert, so etwa eine Bozner Chronik des frühen 16. Jahrhunderts.

## Aus der Karmeliterzeit
Auch heute erinnern noch einige Kunstwerke im Lienzer Franziskanerkloster an die Zeit, als es noch von Karmeliten bewohnt war:
- Die gotischen Fresken in der Klosterkirche (15. Jahrhundert)
- Die Bilder im Kreuzgang (1705)
- Der Kapitelsaal der Karmeliten
- Die alte Karmelitergruft im Kreuzgang bei der Sakristei mit den Namen von sieben Karmeliten aus dem 18. Jahrhundert
- Bilder der Stifterin Euphemia von Görz und von Prior Lucas Zach